# Hogan's Alley (film 1925)
Hogan's Alley è un film muto del 1925 diretto da Roy Del Ruth.

## Produzione
Il film fu prodotto dalla Warner Bros.

## Distribuzione
Distribuito dalla Warner Bros., il film uscì nelle sale cinematografiche USA il 12 dicembre 1925 dopo essere stato presentato in prima a New York il 23 novembre 1925. In Francia, dove fu distribuito dalla Pathé Consortium Cinéma con il titolo Pour les beaux yeux de Patsy, uscì nel giugno 1927. Nel Regno Unito, il film fu distribuito dalla Gaumont British Distributors.
Non si conoscono copie ancora esistenti della pellicola che viene considerata presumibilmente perduta.